# زبان‌شناسی تحلیلی
زبان‌شناسی تحلیلی (Analytical linguistics) اصطلاحی است که نظریات مختلف زبان‌شناسی را در برمی‌گیرد (مانند دستور زبان زایشی، دستور واژه‌بنیاد، دستور زبان شناختی). این نظریه تحلیلی، ویژگی‌های مختلف زبان و گفتار انسان را بررسی می‌کند.

## تفاوت با عصب شناسی زبان
در کنار این حوزهٔ بینارشته‌ای از علم زبان‌شناسی، عصب شناسی زبان/زبان‌شناسی عصبی (Neurocognitive Linguistics) به دنبال کشف فرآیندهای ذهنی است که شامل مراحل صحبت کردن و فهمیدن زبان، فرآیندهای یادگیری زبان در مغز و مطالعه ساختار مغز است که انجام این مراحل را در مغز ممکن می‌سازد. البته پی بردن به این موضوع کار ساده‌ای نیست زیرا که زبانشناسی تحلیلی طیف وسیعی از نظریات زبانشناسی را در برمی گیرد. اما این دو رویکرد متنافر نبوده بلکه هر یک مکمل دیگری است.
در ذیل برخی از تفاوت‌های بین آنها آمده‌است:
زبانشناسی تحلیلی
1. به بررسی داده‌های زبانی می‌پردازد.
2. هدف زبان‌شناسی تحلیلی، تحقیق در خصوص زبان یا واقعیت‌های شنیداری، گفتاری آن به منظور روشن کردن مفاهیم انتزاعی می‌باشد.
3. از دیدگاه این مکتب، واژگان و سایر واحدهای زبانی، نشانه‌های زبانی می‌باشند.
4. دستور زبان مجموعه‌ای از قوانین است.
5. این مکتب، اشکال مختلف زبانی را تجزیه و تحلیل کرده و در آن افزونه‌های زبانی را حذف می‌نماید. (در برخی از نظریات زبانشناسی تحلیل این امر صدق می‌کند)

عصب‌شناسی زبان
1. داده‌های زبانی را به عنوان مدارکی از دستگاه اطلاعاتی قشر مخ بررسی می‌کند.
2. هدف عصب‌شناسی زبان، تحقیق در خصوص فرایندهای عصبی زبان انسان است.
3. از دیدگاه عصب‌شناسی زبان، واحدهای زبانی تحت شرایط ارتباطات توزیعی درون شبکه عصبی عمل می‌کنند.
4. از دیدگاه عصب‌شناسی، اطلاعات زبانی یک سامانه سازمان یافته از ارتباطات درون شبکه عصبی است.
5. مغز انسان به صورت خودجوش، واحدهای زبانی و ترکیبات پیچیده را به همراه افزودنی‌های آن می‌آموزد.